# 方广寺 (天台县)
方广寺，又称石桥寺，位于浙江省天台县。天台宗寺庙，汉族地区佛教全国重点寺院之一。

## 简介
北宋建中靖国元年（1101年），始建石桥寺。南宋绍熙四年（1193年）重建，分上、中、下三寺。上方广寺，因两次失火破损。中方广寺，存昙华亭，为贾似道祀其父制置使贾涉。清康熙年间，台州知府张联元，捣毁贾像。其中昙华亭与五百罗汉铜佛殿为镇山之宝。下方广寺，东晋昙猷曾在此居住。此外，还有摩崖石刻数十座。